# Hygrochilus parishii
Hygrochilus es un género monotípico de orquídeas epifitas originarias de Assam a China en (Yunnan, Guangxi) e Indochina. Contiene una única especie Hygrochilus parishii (Veitch & Rchb.f.) Pfitzer in H.G.A.Engler & K.A.E.Prantl (eds.).

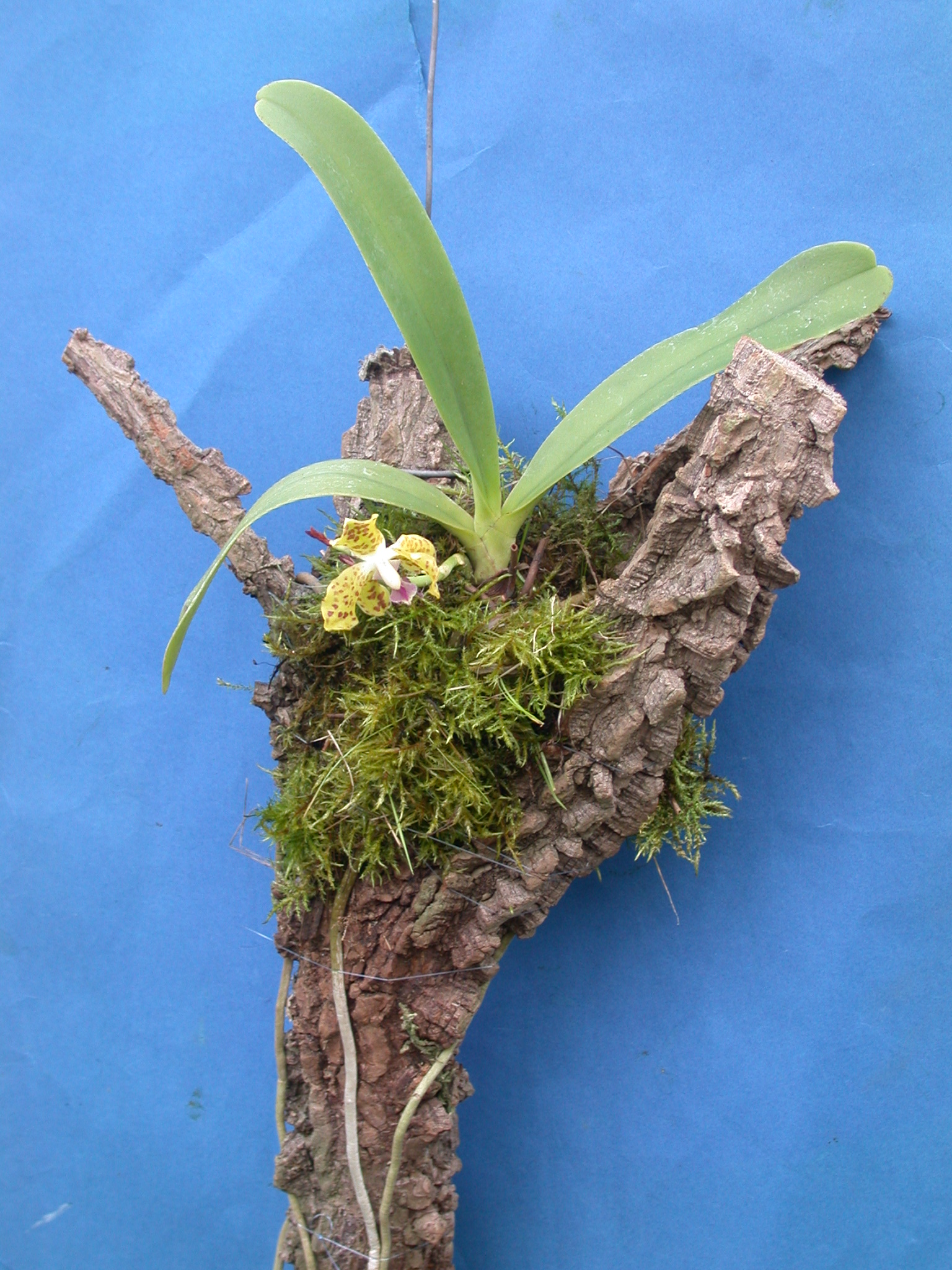
Vista de la planta

## Descripción
Es una orquídea de gran tamaño, que prefiere el clima cálido, es epífita  con un corto y grueso tallo que lleva hojas elíptico-oblongas, bilobulada obtusamente de manera desigual. Florece en una inflorescencia axilar de 45 cm de largo, con flores de 6 cm de longitud y con varias brácteas. Las flores son fragantes, de textura pesada y de larga duración. La floración se produce en el invierno y la primavera.

## Distribución y hábitat
Se encuentra en Assam, India, Himalaya oriental, Birmania, Tailandia, el sur de China y Vietnam en los bosques perennes y semicaducos, en los acantilados de piedra caliza o en los bosques primarios de montaña en alturas de 100 a 1300 metros.

## Taxonomía
Hygrochilus parishii fue descrita por (Veitch & Rchb.f.) Pfitzer in H.G.A.Engler & K.A.E.Prantl y publicado en Die Natürlichen Pflanzenfamilien 1(II–IV): 112. 1897.
Sinonimia
- Vanda parishii Veitch & Rchb.f., Xenia Orchid. 2: 138 (1868).
- Vandopsis parishii (Veitch & Rchb.f.) Schltr., Repert. Spec. Nov. Regni Veg. 11: 47 (1912).
- Stauropsis parishii (Veitch & Rchb.f.) Rolfe, Orchid Rev. 27: 97 (1919).
- Vanda parishii var. mariottiana Rchb.f., Gard. Chron., n.s., 13: 743 (1880).
- Vanda parishii var. purpurea N.E.Br., Gard. Chron., n.s., 19: 307 (1883).
- Stauropsis mariottiana (Rchb.f.) Rolfe, Orchid Rev. 27: 97 (1919).[1]